# 도미타촌 (에히메현)
도미타촌(富田村)은 에히메현 오치군에 설치된 촌이다. 